# Zeevang
Zeevang este o comună în provincia Olanda de Nord, Țările de Jos. 

## Localități componente
Beets, Etersheim, Hobrede, Kwadijk, Middelie, Oosthuizen, Schardam, Warder.